# Vol Austrian Airlines 111
Le 5 janvier 2004, un Fokker F70 de la compagnie Austrian Airlines, assurant le vol Austrian Airlines 111, reliant Vienne, en Autriche, à Munich, en Allemagne, subit une baisse de puissance importante sur les deux réacteurs, et l'équipage décide d'atterrir en urgence à l'aéroport Franz-Josef-Strauß de Munich. Faute d'altitude et d'une vitesse suffisante, l'appareil ne parvient pas à rejoindre la piste et finit par se poser en effectuant une glissade de 220 m dans un champ enneigé à 4,5 km de l'aéroport, sans faire aucune victime parmi les 32 occupants de l'appareil.

## Enquête

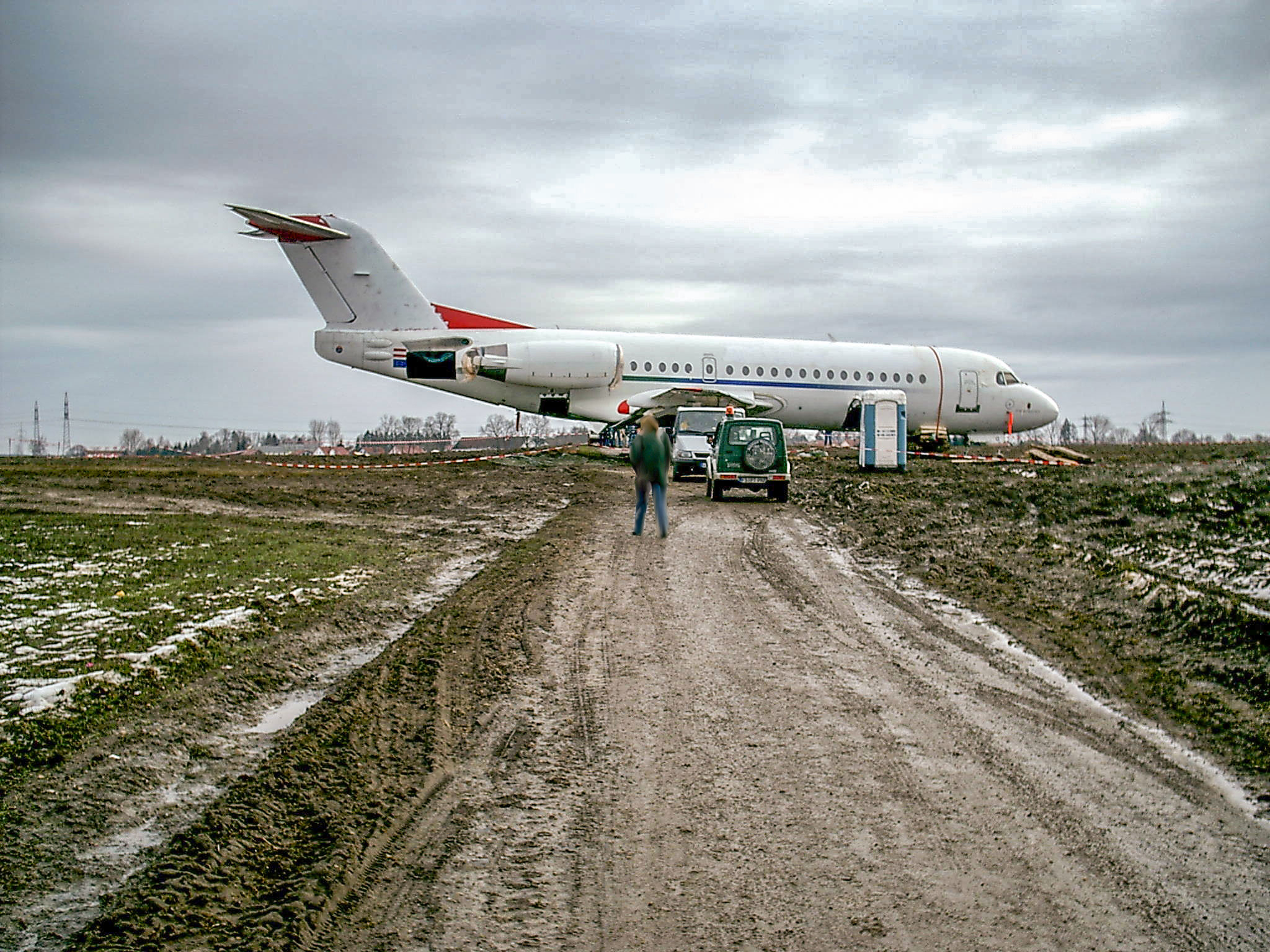
L'appareil accidenté après son atterrissage d'urgence dans un champ.

Le BFU a déterminé que cet accident était dû au fait que, après un temps prolongé dans des conditions de givrage modéré et une faible poussée des moteurs, de la glace s'est formée sur les rotors des compresseurs basse pression des 2 moteurs, ce qui a entrainé une baisse importante de la poussée sur les 2 moteurs.
La piste n'était plus à portée de l'avion car la perte de poussée des deux moteurs n'avait déclenché aucune alerte dans le cockpit. De par sa nature, le terrain enneigé sur lequel à eu à se poser l'appareil n'était pas adapté à l'atterrissage d'un avion de ligne, ce qui explique les dommages causés sur le fuselage.